# Luxembourgit
Luxembourgit ist ein sehr selten vorkommendes Mineral aus der Mineralklasse der „Sulfide und Sulfosalze“ mit der chemischen Zusammensetzung AgCuPbBi4Se8 und damit chemisch gesehen ein Silber-Kupfer-Blei-Bismut-Selenid. Strukturell gehört Luxembourgit zu den Sulfosalzen.
Luxembourgit kristallisiert im monoklinen Kristallsystem, konnte bisher allerdings nur in Form von mikroskopisch kleinen, faserigen bis nadeligen Kristallen gefunden werden. Die durchschnittlich etwa 200 µm (0,2 mm) langen und 5 µm dicken und undurchsichtigen Fasern sind von grauer Farbe und zeigen auf den Oberflächen einen metallischen Glanz. Die Strichfarbe ist allerdings schwarz.
Mit einer Mohshärte von 3 gehört Luxembourgit zu den mittelharten Mineralen, das sich bei entsprechender Probengröße ähnlich wie das gleichharte Referenzmineral Calcit mit einer Kupfermünze ritzen ließe. Die Dichte des Minerals konnte aufgrund der geringen Probengröße des bisher gefundenen Materials nicht gemessen werden. Die anhand der ermittelten Zusammensetzung und Kristalldaten berechnete Dichte beträgt 8,00 g/cm3.

## Etymologie und Geschichte
Im Winter 2012 führte die Société électrique de l’Our nahe Bivels im Norden des Großherzogtums Luxemburg Grabungsarbeiten für den Bau eines Tunnels durch. Dabei wurden auch einige Fragmente rötlicher Schiefer mit feinen Mineraladern freigelegt. Auf den Abraumhalden sammelte Jean-Baptiste Burnet, ein Mitarbeiter des Nationalmuseums für Naturgeschichte (Musée National d'histoire naturelle, MNHN), einige Mineralproben zu Studienzwecken. Er entdeckte neben den bereits bekannten Mineralen Dolomit und Siderit auch ein grau-metallisch glänzendes Mineral mit einem dem Millerit ähnlichen Habitus als nadel- bis faserförmige Ablagerung auf den Dolomitkristallen.
Um zu überprüfen, ob es sich bei dem unbekannten Mineral tatsächlich um Millerit handelt, führte ein europäisches Mineralogenteam, bestehend aus Simon Philippo (Luxemburg), Frédéric Hatert und Yannick Bruni (Belgien), Pietro Vignola (Italien) sowie Jiří Sejkora (Tschechien), sorgfältige Analysen mithilfe des Rasterelektronenmikroskops und energiedispersiver Röntgenspektroskopie durch. Dabei stellte sich heraus, dass es sich um eine bisher unbekannte, neue Mineralart handelte.
Da es sich um das erste, neu entdeckte Mineral mit der Typlokalität Luxemburg (französisch und englisch Luxembourg) handelt, benannte es das Mineralogenteam um Philippo symbolträchtig nach dessen Haupt- und gleichnamigen Stadt Luxemburg und sandte seine Untersuchungsergebnisse sowie den gewählten Namen 2018 zur Prüfung an die International Mineralogical Association (interne Eingangs-Nr. der IMA: 2018-154). Am 9. April 2019 wurde Luxembourgit von der IMA als eigenständige Mineralart anerkannt. Die Bestätigung der Anerkennung erfolgte Mai/Juni 2019 in der Publikation des Newsletter 49. New minerals and nomenclature modifications approved in 2019 im Fachmagazin Mineralogical Magazine.
Typmaterial des Minerals wird in der Mineralogischen Sammlung des Nationalmuseums für Naturgeschichte in Luxemburg unter der Katalognummer FD040 sowie in den Mineralogischen Laboratorien der Universität Lüttich (ULG) in Belgien unter der Katalognummer 21302 aufbewahrt.

## Klassifikation
Da der Luxembourgit erst 2018 als eigenständiges Mineral anerkannt und dies erst 2019 publiziert wurde, ist er bisher weder in der bis 2009 aktualisierten 9. Auflage der Mineralsystematik nach Karl Hugo Strunz noch in der vorwiegend im englischen Sprachraum gebräuchlichen Systematik der Minerale nach James Dwight Dana eingeordnet. Auch im zuletzt 2018 überarbeiteten und aktualisierten Lapis-Mineralienverzeichnis nach Stefan Weiß findet sich das Mineral bisher nicht.
Einzig im Mineralienatlas, der sich bei der Mineralklassifikation unter anderem nach der Mineralsystematik nach Strunz in der 9. Auflage richtet, wurde Luxembourgit in die Klasse der „Sulfide und Sulfosalze“ und dort in die Abteilung der „Sulfosalze mit SnS als Vorbild“ einsortiert. Diese Abteilung ist weiter unterteilt nach den in der Verbindung vorherrschenden Metallen, so dass das Mineral entsprechend seiner Zusammensetzung in der Unterabteilung „Mit Cu, Ag, Fe, Sn und Pb“ zu finden ist, wo es zusammen mit Litochlebit die unbenannte Gruppe 2.HB.20e bildet.

## Chemismus
In der idealen (theoretischen) Zusammensetzung von Luxembourgit (AgCuPbBi4Se8) besteht das Mineral im Verhältnis aus je einem Teil Silber (Ag), Kupfer (Cu) und Blei (Pb) sowie vier Teilen Bismut (Bi) und acht Teilen Selen (Se). Dies entspricht einem Massenanteil (Gewichtsprozent) von 5,84 Gew.-% Ag, 3,44 Gew.-% Cu, 11,22 Gew.-% Pb, 45,28 Gew.-% Bi und 34,22 Gew.-% Se.
Die Elektronenstrahlmikroanalyse am Typmaterial aus Bivels in Luxemburg ergab allerdings eine leicht abweichende Zusammensetzung der Hauptkomponenten von durchschnittlich 6,60 Gew.-% Ag, 2,66 Gew.-% Cu, 11,95 Gew.-% Pb, 43,73 Gew.-% Bi und 31,04 Gew.-% Se sowie zusätzlich geringe Fremdbeimengungen von 0,02 Gew.-% Eisen (Fe) und 0.01 Gew.-% Schwefel (S).
Auf der Basis von 15 Atomen pro Formeleinheit wurde aus den gemessenen Werten die empirische Formel
Ag1.00(Cu0.82Ag0.20Fe0.01)Σ1.03Pb1.13Bi4.11(Se7.72S0.01)Σ7.73 errechnet, die zur eingangs genannten Formel idealisiert wurde.

## Kristallstruktur
Luxembourgit kristallisiert isostrukturell mit Watkinsonit und Litochlebit in der monoklinen Raumgruppe P21/m (Raumgruppen-Nr. 11) mit den Gitterparametern a = 13,002(1) Å; b = 4,1543(3) Å; c = 15,312(2) Å und β = 108,92(1)° sowie zwei Formeleinheiten pro Elementarzelle.

## Bildung und Fundorte
An seiner Typlokalität nahe Bivels bildete sich Luxembourgit durch hydrothermale Vorgänge in Rotschiefern, die von Adern aus fein kristallisiertem Dolomit und Siderit durchzogen sind. Die Fundstätte gehört geologisch zur Region Ösling und ist damit ein Teil der Ardennen, deren Grundgestein während der variszischen Gebirgsbildung im Unterdevon entstand.
Außer an seiner Typlokalität konnte das Mineral bisher nur noch im ehemaligen Bergwerk El Dragón in der Provinz Antonio Quijarro im bolivianischen Departamento Potosí entdeckt werden.